# Myriopteris allosuroides
Myriopteris allosuroides är en kantbräkenväxtart som först beskrevs av Georg Heinrich Mettenius, och fick sitt nu gällande namn av Grusz och Windham. Myriopteris allosuroides ingår i släktet Myriopteris och familjen Pteridaceae. Inga underarter finns listade.